# Aversa, Karnataka
Aversa là một thị trấn thuộc taluk Ankola, huyện Uttara Kannada, bang Karnataka, Ấn Độ.